# ガンツ・アーブラハーム

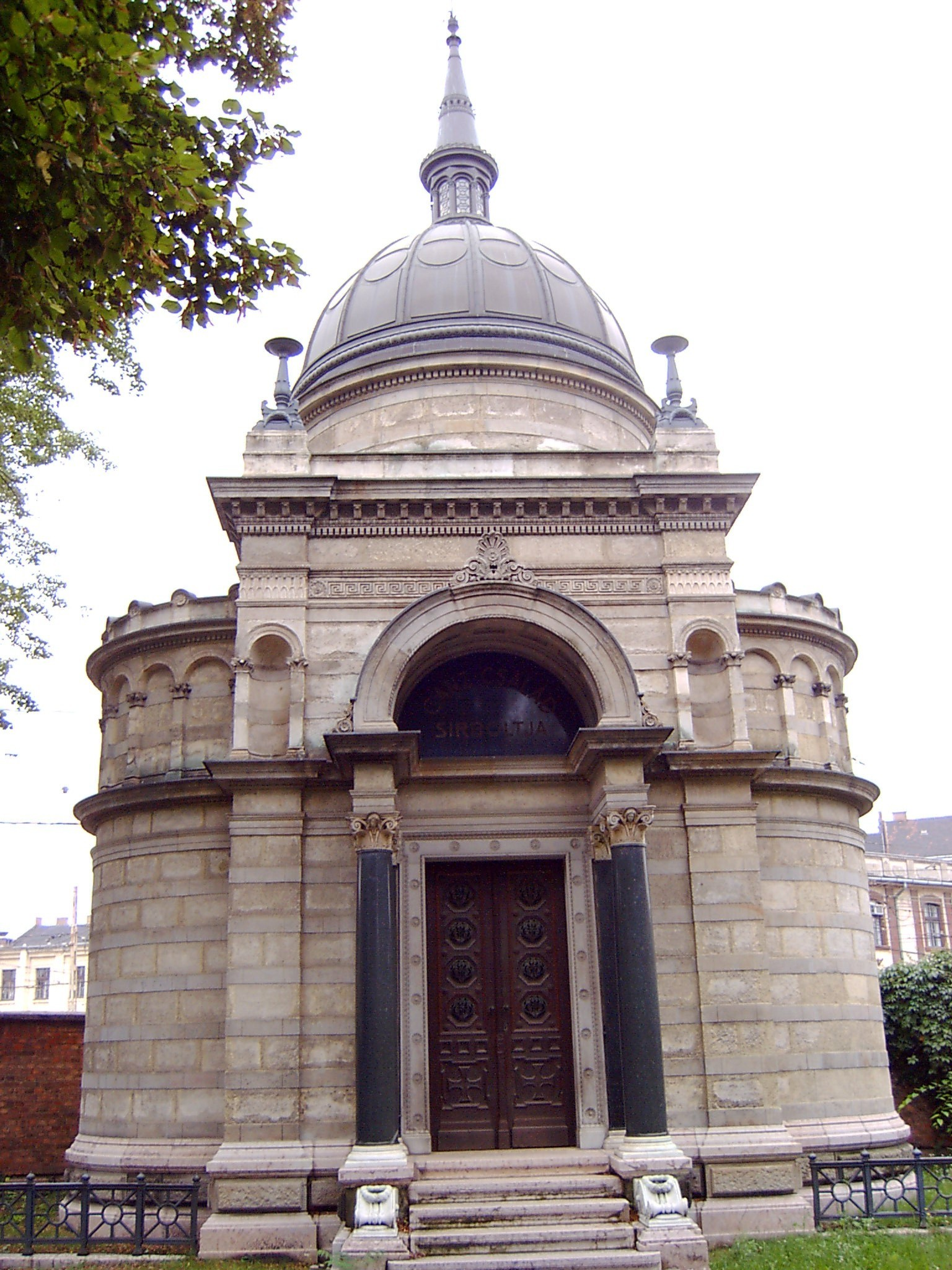
ブダペストのケレペシ墓地にあるガンツの墓

ガンツ・アーブラハーム（Ganz Ábrahám、1815年11月6日 - 1867年12月15日）は、スイス生まれでハンガリーで活動した鉄工・機械技術者で、ガンツ社の創業者である。

## 生涯
スイスのチューリヒ州エムブラハで、ドイツ系の家庭に生まれた。ドイツ語では、アーブラハム・ガンツ（Abraham Ganz）と呼ばれた。
若いころのガンツは当初、スイスやドイツで大工仕事と後に鋳造の技術を勉強した。商売のために1841年にペシュトへやってきて、セツヘンイ蒸気動力工場 (Széchenyi-Dampfmühle) で技術者として働いた。
1844年、彼はブダでGanz & Cieという名前の鉄工所を開業し、いち早く重要な工場として成長していった。彼は鉄道車両の車輪の鋳造に特化し、多くの特許を出願した。彼は機械・電気・自動車工場にも出資を行った。彼の発明と技術により、ガンツは世界的に知られるようになった。1848年革命に際しては、彼の工場では銃や砲の鋳造部品を製造した。革命戦争後、ガンツは車輪の鋳造に関する技術の開発に取り組み、その成果で1855年に特許を取得した。多くの業績がこの特許に基づいている。ガンツはフィウメ（今日のリエカ）の港での造船にも参入し、これは現在では5月3日造船所 (3. Maj) となっている。1865年にはオーストリア＝ハンガリー帝国皇帝のフランツ・ヨーゼフ1世が個人的にガンツに対して最大の賛辞を贈っている。その2年後、10万個目の車輪鋳造を祝ったが、その3週間後に悲劇的な状況でガンツは亡くなった。ある情報によれば、彼は自殺したとされる。彼の人生を通じて、その労働者の幸福と、働けなくなった人への年金に多額の費用を費やしたとされている。
ガンツの死後、同僚で友人でもあったドイツ出身のアンドラーシュ・メフヴァルト (András Mechwart) が会社と事業を継承した。メフヴァルトの指揮の下、1869年以降はオーストリア＝ハンガリー帝国においても重要な企業となっていった。
ガンツの設立した当初の鉄工所での生産は1964年まで続き、その後閉鎖されて博物館へと改装された。こんにちまで、Öntödei Múzeumという名前の博物館として存続している。